# Eleonora Farina
Eleonora Farina (Trento, 27 novembre 1990) è una mountain biker italiana, campionessa europea Elite di downhill nel 2017 e quattro volte campionessa italiana di specialità.
Ai campionati europei ha vinto più medaglie, l'oro nel 2017 a Sestola e nel 2022 a Les Menuires , l’argento nel 2021 a Maribor e il bronzo nel 2015 a Wisła. Nel 2024 vince una tappa di Coppa del Mondo in Francia a Les Gets. Ai campionati del mondo ha invece ottenuto come miglior piazzamento un quarto posto, nel 2017 a Cairns, in Australia, preceduta solo da Miranda Miller, Myriam Nicole e Tracey Hannah.

## Palmarès
- 2014

prova Circuito Nazionale Gravitalia, Downhill (Abetone)
- 2017[2][3]

1ª prova Circuito Nazionale Gravitalia (Pian del Poggio)
1ª prova iXS European Downhill Cup (Kranjska Gora)
2ª prova Circuito Nazionale Gravitalia (Frabosa Soprana)
Campionati europei, Downhill Elite
3ª prova iXS European Downhill Cup (Schladming)
Campionati italiani, Downhill
Biketember Festival, 5ª prova iXS European Downhill Cup (Leogang)
Classifica finale iXS European Downhill Cup
5ª prova Circuito Nazionale Gravitalia (Monte Amiata)
Classifica finale Circuito Nazionale Gravitalia
- 2018

Campionati italiani, Downhill
- 2019

Campionati italiani, Downhill
- 2020

Campionati italiani, Downhill

## Piazzamenti

### Competizioni mondiali
- Campionati del mondo[1]

Vallnord 2015 - Downhill Elite: 12ª
Val di Sole 2016 - Downhill Elite: 16ª
Cairns 2017 - Downhill Elite: 4ª
Lenzerheide 2018 - Downhill Elite: 17ª
Mont-Sainte-Anne 2019 - Downhill Elite: 6ª
Leogang 2020 - Downhill Elite: ritirata
Val di Sole 2021 - Downhill Elite: 6ª
Les Gets 2022 - Downhill Elite: 7ª